# 凱貝梅爾
15°22′N 16°26′W / 15.367°N 16.433°W
凱貝梅爾（法語：Kébémer），是塞內加爾的城鎮，位於該國西北部，由盧加區負責管轄，是凱貝梅爾省的首府，始建於1774年，海拔高度47米，2013年該城鎮人口約20,000。